# Mistrzostwa Świata w Lekkoatletyce 2007 – rezultaty finałów

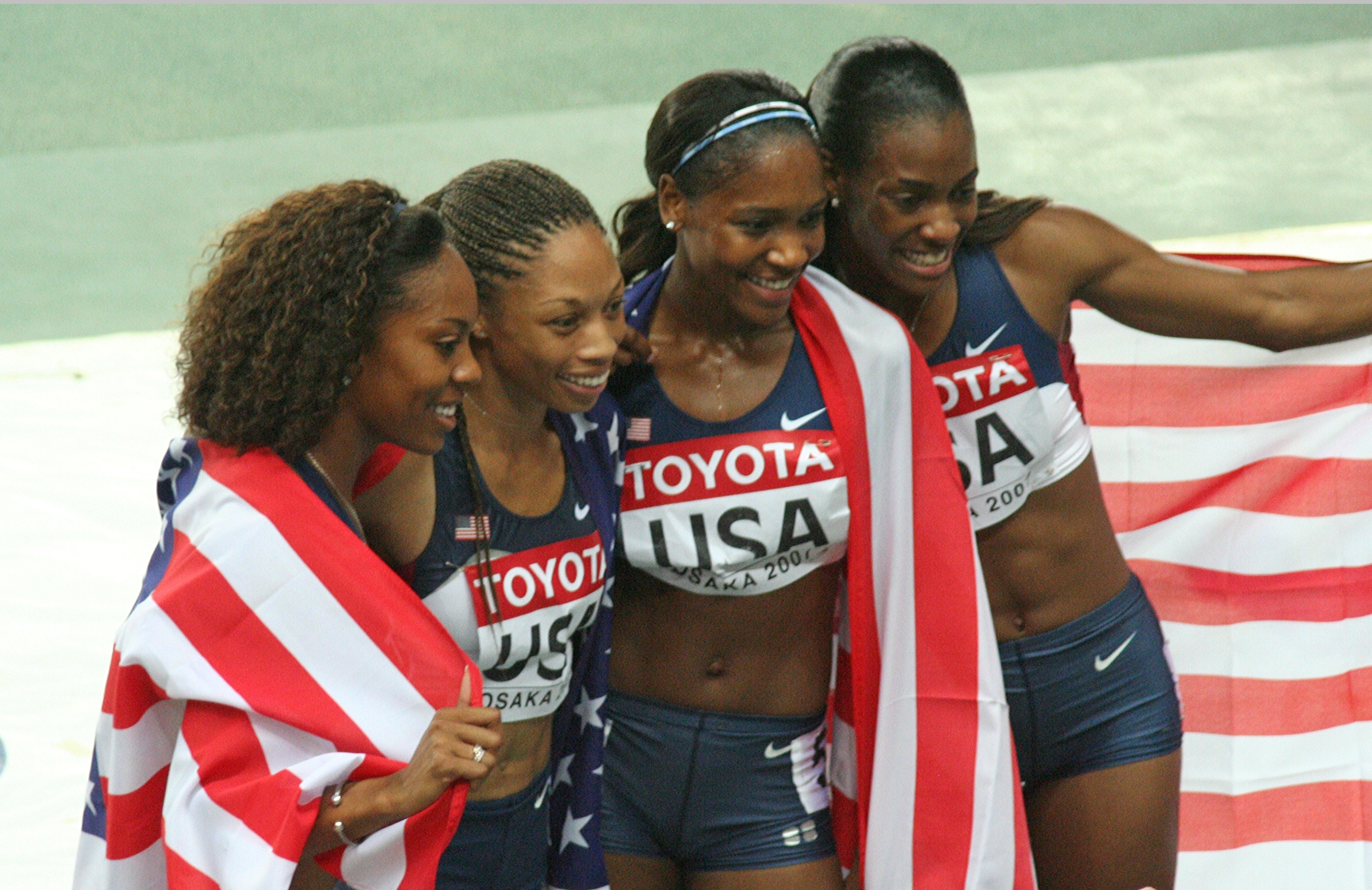
Amerykańska sztafeta 4 × 400 metrów po zwycięskim biegu

Mistrzostwa Świata w Lekkoatletyce 2007 – rezultaty finałów – wyniki finałowych konkursów rozegranych podczas lekkoatletycznych mistrzostw globu w Osace między 24 sierpnia i 2 września.

## Rezultaty
| WR – rekord świata \| CR – rekord mistrzostw \| NR – rekord kraju \| AR – rekord kontynentu                    |
| SB – najlepszy wynik w sezonie \| WL – najlepszy tegoroczny wynik na listach światowych \| PB – rekord życiowy |

### Kobiety
| Lp. | Zawodniczka          | Czas    |
| --- | -------------------- | ------- |
| 1   | Veronica Campbell    | 11,01 s |
| 2   | Lauryn Williams (SB) | 11,01 s |
| 3   | Carmelita Jeter (PB) | 11,02 s |
| 4   | Torri Edwards        | 11,05 s |
| 5   | Kim Gevaert (SB)     | 11,05 s |
| 6   | Christine Arron      | 11,08 s |
| 7   | Kerron Stewart       | 11,12 s |
| 8   | Oludamola Osayomi    | 11,26 s |

| Lp. | Zawodniczka            | Czas    |
| --- | ---------------------- | ------- |
| 1   | Allyson Felix (WL)     | 21,81 s |
| 2   | Veronica Campbell (SB) | 22,34 s |
| 3   | Susanthika Jayasinghe  | 22,63 s |
| 4   | Torri Edwards          | 22,65 s |
| 5   | Sanya Richards         | 22,70 s |
| 6   | Aleen Bailey           | 22,72 s |
| 7   | LaShauntea Moore       | 22,97 s |
| 8   | Cydonie Mothersill     | 23,08 s |

| Lp. | Zawodniczka        | Czas    |
| --- | ------------------ | ------- |
| 1   | Christine Ohuruogu | 49,61 s |
| 2   | Nicola Sanders     | 49,65 s |
| 3   | Novlene Williams   | 49,66 s |
| 4   | Ana Guevara        | 50,16 s |
| 5   | DeeDee Trotter     | 50,17 s |
| 6   | Natalja Antiuch    | 50,33 s |
| 7   | Iłona Usowicz      | 50,54 s |
| 8   | Mary Wineberg      | 50,96 s |

| Lp. | Zawodniczka           | Czas    |
| --- | --------------------- | ------- |
| 1   | Janeth Jepkosgei (WL) | 1:56,04 |
| 2   | Hasna Benhassi        | 1:56,99 |
| 3   | Mayte Martínez (PB)   | 1:57,62 |
| 4   | Olga Kotlarowa        | 1:58,22 |
| 5   | Brigita Langerholc    | 1:58,52 |
| 6   | Swietłana Usowicz     | 1:58,92 |
| 7   | Swietłana Kluka       | 2:00,90 |
| 8   | Maria Mutola          | DNF     |

| Lp. | Zawodniczka                 | Czas    |
| --- | --------------------------- | ------- |
| 1   | Maryam Yusuf Jamal (SB)     | 3:58,75 |
| 2   | Iryna Liszczynśka (SB)      | 4:00,69 |
| 3   | Danieła Jordanowa (SB)      | 4:00,82 |
| 4   | Mariem Alaoui Selsouli (PB) | 4:01,52 |
| 5   | Viola Kibiwot (PB)          | 4:02,10 |
| 6   | Agnes Samaria (NR)          | 4:07,61 |
| 7   | Natalja Pantielejewa        | 4:07,82 |
| 8   | Lidia Chojecka              | 4:08,64 |
| DSQ | Jelena Sobolewa             | 3:58,99 |
| DSQ | Julija Fomienko             | 4:02,46 |

| Lp. | Zawodniczka                | Czas     |
| --- | -------------------------- | -------- |
| 1   | Meseret Defar              | 14:57,91 |
| 2   | Vivian Cheruiyot           | 14:58,50 |
| 3   | Priscah Jepleting Cherono  | 14:59,21 |
| 4   | Sylvia Jebiwott Kibet (PB) | 14:59,26 |
| 5   | Elvan Abeylegesse (SB)     | 15:00,88 |
| 6   | Meselech Melkamu           | 15:01,42 |
| 7   | Jennifer Rhines            | 15:03,09 |
| 8   | Shalane Flanagan           | 15:03,86 |

| Lp. | Zawodniczka          | Czas     |
| --- | -------------------- | -------- |
| 1.  | Tirunesh Dibaba (SB) | 31,55,41 |
| 2.  | Elvan Abeylegesse    | 31,59,40 |
| 3.  | Kara Goucher (SB)    | 32,02,15 |
| 4.  | Joanne Pavey         | 32,03,81 |
| 5.  | Kimberley Smith      | 32,06,89 |
| 6.  | Deena Kastor         | 32,24,58 |
| 7.  | Ejegayehu Dibaba     | 32,30,44 |
| 8.  | Philes Ongori        | 32,30,74 |

| Lp. | Zawodniczka       | Czas    |
| --- | ----------------- | ------- |
| 1   | Catherine Ndereba | 2:30:37 |
| 2   | Zhou Chunxiu      | 2:30:45 |
| 3   | Reiko Tosa        | 2:30:55 |
| 4   | Zhu Xiaolin       | 2:31:21 |
| 5   | Lidia Șimon       | 2:31:26 |
| 6   | Kiyoko Shimahara  | 2:31:40 |
| 7   | Rita Jeptoo       | 2:32:02 |
| 8   | Edith Masai       | 2:32:03 |

| Lp. | Zawodniczka                 | Czas    |
| --- | --------------------------- | ------- |
| 1   | Michelle Perry              | 12,46 s |
| 2   | Perdita Felicien (SB)       | 12,49 s |
| 3   | Delloreen Ennis-London (PB) | 12,50 s |
| 4   | Susanna Kallur              | 12,51 s |
| 5   | Virginia Powell             | 12,55 s |
| 6   | LoLo Jones                  | 12,62 s |
| 7   | Vonette Dixon               | 12,64 s |
| 8   | Angela Whyte                | 12,66 s |

| Lp. | Zawodniczka           | Czas    |
| --- | --------------------- | ------- |
| 1   | Jana Rawlinson        | 53,31 s |
| 2   | Julija Pieczonkina    | 53,50 s |
| 3   | Anna Jesień           | 53,92 s |
| 4   | Nickiesha Wilson      | 54,10 s |
| 5   | Huang Xiaoxiao        | 54,15 s |
| 6   | Jewgienija Isakowa    | 54,50 s |
| 7   | Tiffany Ross-Williams | 54,63 s |
| 8   | Tasha Danvers-Smith   | 54,94 s |

| Lp. | Zawodniczka              | Czas    |
| --- | ------------------------ | ------- |
| 1   | Jekatierina Wołkowa (CR) | 9:06,57 |
| 2   | Tatjana Pietrowa (PB)    | 9:09,19 |
| 3   | Eunice Jepkorir          | 9:20,09 |
| 4   | Ruth Bosibori (WJ)       | 9:25,25 |
| 5   | Sophie Duarte (NR)       | 9:27,51 |
| 6   | Cristina Casandra        | 9:29,63 |
| 7   | Gulnara Samitowa-Gałkina | 9:30,24 |
| 8   | Rosa Morato              | 9:36,84 |

| Lp. | Zawodniczki            | Czas    |
| --- | ---------------------- | ------- |
| 1   | Stany Zjednoczone (WL) | 41,98 s |
| 2   | Jamajka (SB)           | 42,01 s |
| 3   | Belgia (NR)            | 42,75 s |
| 4   | Wielka Brytania        | 42,87 s |
| 5   | Rosja                  | 42,97 s |
| 6   | Białoruś               | 43,37 s |
| 7   | Niemcy                 | 43,51 s |
| 8   | Polska                 | 43,57 s |

| Lp. | Zawodniczki            | Czas    |
| --- | ---------------------- | ------- |
| 1   | Stany Zjednoczone (WL) | 3:18,55 |
| 2   | Jamajka (NR)           | 3:19,73 |
| 3   | Wielka Brytania (NR)   | 3:20,04 |
| 4   | Rosja (SB)             | 3:20,25 |
| 5   | Białoruś (NR)          | 3:21,88 |
| 6   | Polska                 | 3:26,49 |
| 7   | Kuba                   | 3:27,05 |
| 8   | Meksyk                 | 3:29,14 |

| Lp. | Zawodniczka        | Czas      |
| --- | ------------------ | --------- |
| 1   | Olga Kaniskina     | 1:30:09 h |
| 2   | Tatjana Szemiakina | 1:30:42 h |
| 3   | María Vasco        | 1:30:47 h |
| 4   | Kjersti Plätzer    | 1:31:24 h |
| 5   | Susana Feitor      | 1:32:01 h |
| 6   | Claudia Ștef       | 1:32:47 h |
| 7   | Inês Henriques     | 1:33:06 h |
| 8   | Sabine Zimmer      | 1:33:23 h |

| Lp. | Zawodniczka                | Wynik  |
| --- | -------------------------- | ------ |
| 1   | Blanka Vlašić              | 2,05 m |
| 2   | Antonietta Di Martino (NR) | 2,03 m |
| 2   | Anna Cziczerowa (PB)       | 2,03 m |
| 4   | Jelena Slesarienko         | 2,00 m |
| 5   | Jekatierina Sawczenko (PB) | 2,00 m |
| 6   | Ruth Beitia                | 1,97 m |
| 7   | Kajsa Bergqvist            | 1,94 m |
| 7   | Mélanie Skotnik            | 1,94 m |
| 7   | Wita Pałamar               | 1,94 m |
| 7   | Marina Aitowa              | 1,94 m |
| 7   | Emma Green                 | 1,94 m |

| Lp. | Zawodniczka            | Wynik  |
| --- | ---------------------- | ------ |
| 1   | Jelena Isinbajewa      | 4,80 m |
| 2   | Kateřina Baďurová (SB) | 4,75 m |
| 3   | Swietłana Fieofanowa   | 4,75 m |
| 4   | Monika Pyrek           | 4,75 m |
| 5   | Vanessa Boslak         | 4,70 m |
| 6   | Julija Gołubczikowa    | 4,65 m |
| 6   | Fabiana Murer          | 4,65 m |
| 8   | Anna Rogowska          | 4,60 m |

| Lp. | Zawodniczka        | Wynik  |
| --- | ------------------ | ------ |
| 1   | Tatjana Lebiediewa | 7,03 m |
| 2   | Ludmiła Kołczanowa | 6,92 m |
| 3   | Tatjana Kotowa     | 6,90 m |
| 4   | Naide Gomes        | 6,87 m |
| 5   | Bianca Kappler     | 6,81 m |
| 6   | Maurren Maggi      | 6,80 m |
| 7   | Keila Costa        | 6,69 m |
| 8   | Brittney Reese     | 6,60 m |

| Lp. | Zawodniczka            | Wynik   |
| --- | ---------------------- | ------- |
| 1   | Yargelis Savigne (WL)  | 15,28 m |
| 2   | Tatjana Lebiediewa     | 15,07 m |
| 3   | Chrisopiji Dewedzi     | 15,04 m |
| 4   | Anna Piatych (SB)      | 14,88 m |
| 5   | Marija Šestak          | 14,72 m |
| 6   | Magdelín Martínez (SB) | 14,71 m |
| 7   | Olha Saładucha         | 14,60 m |
| 8   | Xie Limei              | 14,50 m |

| Lp. | Zawodniczka             | Wynik   |
| --- | ----------------------- | ------- |
| 1   | Valerie Vili (WL)       | 20,54 m |
| 2   | Nadzieja Astapczuk (SB) | 20,48 m |
| 3   | Nadine Kleinert (SB)    | 19,77 m |
| 4   | Li Ling (PB)            | 19,38 m |
| 5   | Petra Lammert           | 19,33 m |
| 6   | Li Meiju                | 18,83 m |
| 7   | Gong Lijiao             | 18,66 m |
| 8   | Chiara Rosa             | 18,39 m |

| Lp. | Zawodniczka              | Wynik   |
| --- | ------------------------ | ------- |
| 1   | Franka Dietzsch          | 66,61 m |
| 2   | Yarelis Barrios          | 63,90 m |
| 3   | Nicoleta Grasu           | 63,40 m |
| 4   | Sun Taifeng              | 63,22 m |
| 5   | Ołena Antonowa           | 62,41 m |
| 6   | Joanna Wiśniewska        | 61,35 m |
| 7   | Natalija Fokina-Semenowa | 61,17 m |
| 8   | Ma Xuejun                | 59,37 m |
| DSQ | Darja Piszczalnikowa     | 65,78 m |

| Lp. | Zawodniczka        | Wynik   |
| --- | ------------------ | ------- |
| 1   | Betty Heidler      | 74,76 m |
| 2   | Yipsi Moreno       | 74,74 m |
| 3   | Zhang Wenxiu       | 74,39 m |
| 4   | Kamila Skolimowska | 73,75 m |
| 5   | Jelena Koniewcewa  | 72,45 m |
| 6   | Eileen O’Keeffe    | 70,93 m |
| 7   | Clarissa Claretti  | 70,74 m |
| 8   | Manuela Montebrun  | 70,36 m |

| Lp. | Zawodniczka            | Wynik   |
| --- | ---------------------- | ------- |
| 1   | Barbora Špotáková (NR) | 67,07 m |
| 2   | Christina Obergföll    | 66,46 m |
| 3   | Steffi Nerius          | 64,42 m |
| 4   | Nikola Brejchová       | 63,73 m |
| 5   | Sawa Lika (PB)         | 63,13 m |
| 6   | Sonia Bisset           | 61,74 m |
| 7   | Marija Abakumowa       | 61,43 m |
| 8   | Linda Stahl            | 61,03 m |

| \| Lp. \| Zawodniczka \| Wynik \| \| --- \| ---------------------- \| ----- \| \| 1 \| Carolina Klüft (WL) \| 7032 \| \| 2 \| Ludmyła Błonśka (NR) \| 6832 \| \| 3 \| Kelly Sotherton (SB) \| 6510 \| \| 4 \| Jessica Ennis (PB) \| 6469 \| \| 5 \| Lilli Schwarzkopf (PB) \| 6439 \| \| 6 \| Austra Skujytė (SB) \| 6380 \| \| 7 \| Jennifer Oeser (PB) \| 6378 \| \| 8 \| Natala Dobrynśka (SB) \| 6327 \| |                        |       |
| Lp. | Zawodniczka            | Wynik |
| 1 | Carolina Klüft (WL)    | 7032  |
| 2 | Ludmyła Błonśka (NR)   | 6832  |
| 3 | Kelly Sotherton (SB)   | 6510  |
| 4 | Jessica Ennis (PB)     | 6469  |
| 5 | Lilli Schwarzkopf (PB) | 6439  |
| 6 | Austra Skujytė (SB)    | 6380  |
| 7 | Jennifer Oeser (PB)    | 6378  |
| 8 | Natala Dobrynśka (SB)  | 6327  |

### Mężczyźni
| Lp. | Zawodnik            | Czas    |
| --- | ------------------- | ------- |
| 1   | Tyson Gay           | 9,85 s  |
| 2   | Derrick Atkins (NR) | 9,91 s  |
| 3   | Asafa Powell        | 9,96 s  |
| 4   | Olusoji Fasuba (SB) | 10,07 s |
| 5   | Churandy Martina    | 10,08 s |
| 6   | Marlon Devonish     | 10,14 s |
| 7   | Matic Osovnikar     | 10,23 s |
| 8   | Marc Burns          | 10,29 s |

| Lp. | Zawodnik             | Czas    |
| --- | -------------------- | ------- |
| 1   | Tyson Gay            | 19,76 s |
| 2   | Usain Bolt           | 19,91 s |
| 3   | Wallace Spearmon     | 20,05 s |
| 4   | Rodney Martin        | 20,06 s |
| 5   | Churandy Martina     | 20,28 s |
| 6   | Marvin Anderson      | 20,28 s |
| 7   | Christopher Williams | 20,57 s |
| 8   | Anastasios Gousis    | 20,75 s |

| Lp. | Zawodnik             | Czas    |
| --- | -------------------- | ------- |
| 1   | Jeremy Wariner (WL)  | 43,45 s |
| 2   | LaShawn Merritt (PB) | 43,96 s |
| 3   | Angelo Taylor        | 44,32 s |
| 4   | Chris Brown (NR)     | 44,45 s |
| 5   | Leslie Djhone        | 44,59 s |
| 6   | Tyler Christopher    | 44,71 s |
| 7   | Johan Wissman        | 44,72 s |
| 8   | Avard Moncur         | 45,40 s |

| Lp. | Zawodnik           | Czas    |
| --- | ------------------ | ------- |
| 1   | Alfred Kirwa Yego  | 1,47,09 |
| 2   | Gary Reed          | 1,47,10 |
| 3   | Jurij Borzakowski  | 1,47,39 |
| 4   | Abraham Chepkirwok | 1,47,41 |
| 5   | Wilfred Bungei     | 1,47,42 |
| 6   | Amine Laâlou       | 1,47,45 |
| 7   | Mbulaeni Mulaudzi  | 1,47,52 |
| 8   | Mohammed Al Salhi  | 1,47,58 |

| Lp. | Zawodnik          | Czas    |
| --- | ----------------- | ------- |
| 1   | Bernard Lagat     | 3,34,77 |
| 2   | Rashid Ramzi      | 3,35,00 |
| 3   | Shadrack Korir    | 3,35,04 |
| 4   | Asbel Kiprop      | 3,35,24 |
| 5   | Tarek Boukensa    | 3,35,26 |
| 6   | Antar Zarguelaine | 3,35,29 |
| 7   | Arturo Casado     | 3,35,62 |
| 8   | Alan Webb         | 3,35,69 |

| Lp. | Zawodnik          | Czas     |
| --- | ----------------- | -------- |
| 1   | Bernard Lagat     | 13,45,87 |
| 2   | Eliud Kipchoge    | 13,46,00 |
| 3   | Moses Kipsiro     | 13,46,75 |
| 4   | Matthew Tegenkamp | 13,46,78 |
| 5   | Tariku Bekele     | 13,47,33 |
| 6   | Mohamed Farah     | 13,47,54 |
| 7   | Jesús España      | 13,50,55 |
| 8   | Abreham Cherkos   | 13,51,01 |

| Lp. | Zawodnik                    | Czas     |
| --- | --------------------------- | -------- |
| 1   | Kenenisa Bekele (SB)        | 27:05,90 |
| 2   | Sileshi Sihine              | 27:09,03 |
| 3   | Martin Mathathi             | 27:12,17 |
| 4   | Zersenay Tadese             | 27:21,37 |
| 5   | Josephat Ndambiri           | 27:31,41 |
| 6   | Gebre-egziabher Gebremariam | 27:44,58 |
| 7   | Abdihakem Abdirahman        | 27:56,62 |
| 8   | Josphat Kiprono Menjo       | 28:25,67 |

| Lp. | Zawodnik             | Czas      |
| --- | -------------------- | --------- |
| 1.  | Luke Kibet           | 2:15:59 h |
| 2.  | Mubarak Hassan Shami | 2:17:18 h |
| 3.  | Viktor Röthlin       | 2:17:25 h |
| 4.  | Yared Asmerom        | 2:17:41 h |
| 5.  | Tsuyoshi Ogata (SB)  | 2:17:42 h |
| 6.  | Satoshi Osaki (SB)   | 2:18:06 h |
| 7.  | Toshinari Suwa (SB)  | 2:18:35 h |
| 8.  | William Kiplagat     | 2:19:21 h |

| Lp. | Zawodnik          | Czas    |
| --- | ----------------- | ------- |
| 1   | Liu Xiang         | 12,95 s |
| 2   | Terrence Trammell | 12,99 s |
| 3   | David Payne       | 13,02 s |
| 4   | Dayron Robles     | 13,15 s |
| 5   | Shi Dongpeng      | 13,19 s |
| 6   | Serhij Demidiuk   | 13,22 s |
| 7   | Jackson Quiñónez  | 13,33 s |
| 8   | Maurice Wignall   | 13,39 s |

| Lp. | Zawodnik           | Czas  |
| --- | ------------------ | ----- |
| 1   | Kerron Clement     | 47,61 |
| 2   | Félix Sánchez      | 48,01 |
| 3   | Marek Plawgo       | 48,12 |
| 4   | James Carter       | 48,40 |
| 5   | Danny McFarlane    | 48,59 |
| 6   | Periklis Jakowakis | 49,25 |
| 7   | Derrick Williams   | 52,97 |
| 8   | Adam Kunkel        | DNF   |

| Lp. | Zawodnik              | Czas    |
| --- | --------------------- | ------- |
| 1   | Brimin Kiprop Kipruto | 8:13,82 |
| 2   | Ezekiel Kemboi        | 8:16,94 |
| 3   | Richard Mateelong     | 8:17,59 |
| 4   | Mustafa Mohamed       | 8:19,82 |
| 5   | Bouabdellah Tahri     | 8:20,27 |
| 6   | Tareq Mubarak Taher   | 8:22,51 |
| 7   | Eliseo Martín         | 8:22,91 |
| 8   | Halil Akkaş           | 8:22,95 |

| Lp. | Zawodnicy              | Czas    |
| --- | ---------------------- | ------- |
| 1   | Stany Zjednoczone (WL) | 37,78 s |
| 2   | Jamajka (NR)           | 37,89 s |
| 3   | Wielka Brytania (SB)   | 37,90 s |
| 4   | Brazylia (SB)          | 37,99 s |
| 5   | Japonia (AR)           | 38,03 s |
| 6   | Niemcy                 | 38,62 s |
| -   | Polska                 | DNF     |
| -   | Nigeria                | DNF     |

| Lp. | Zawodnicy              | Czas    |
| --- | ---------------------- | ------- |
| 1   | Stany Zjednoczone (WL) | 2:55,56 |
| 2   | Bahamy (SB)            | 2:59,18 |
| 3   | Polska (SB)            | 3:00,05 |
| 4   | Jamajka                | 3:00,76 |
| 5   | Rosja                  | 3:01,62 |
| 6   | Wielka Brytania        | 3:02,94 |
| 7   | Dominikana             | 3:03,56 |
| 8   | Niemcy                 | 3:07,40 |

| Lp. | Zawodnik                   | Czas      |
| --- | -------------------------- | --------- |
| 1.  | Jefferson Pérez            | 1:22:20 h |
| 2.  | Francisco Javier Fernández | 1:22:40 h |
| 3.  | Hatem Ghoula               | 1:22:40 h |
| 4.  | Eder Sánchez               | 1:23:26 h |
| 5.  | Giorgio Rubino             | 1:23:39 h |
| 6.  | Robert Heffernan           | 1:23:42 h |
| 7.  | Luke Adams                 | 1:23:52 h |
| 8.  | Erik Tysse                 | 1:24:10 h |

| Lp. | Zawodnik             | Czas      |
| --- | -------------------- | --------- |
| 1   | Nathan Deakes (SB)   | 3:43:53 h |
| 2   | Yohann Diniz (SB)    | 3:44:26 h |
| 3   | Alex Schwazer        | 3:44:38 h |
| 4   | Dienis Niżegorodow   | 3:46:57 h |
| 5   | Erik Tysse (PB)      | 3:51:52 h |
| 6   | Mikel Odriozola (SB) | 3:55:19 h |
| 7   | Sun Chao             | 3:55:43 h |
| 8   | Trond Nymark         | 3:57:22 h |

| Lp. | Zawodnik         | Wynik  |
| --- | ---------------- | ------ |
| 1   | Donald Thomas    | 2,35 m |
| 2   | Jarosław Rybakow | 2,35 m |
| 3   | Kiriakos Joanu   | 2,35 m |
| 4   | Stefan Holm      | 2,33 m |
| 5   | Tomáš Janků      | 2,30 m |
| 5   | Víctor Moya      | 2,30 m |
| 7   | Eike Onnen       | 2,26 m |
| 8   | Jaroslav Bába    | 2,26 m |

| Lp. | Zawodnik                   | Wynik  |
| --- | -------------------------- | ------ |
| 1   | Brad Walker                | 5,86 m |
| 2   | Romain Mesnil (SB)         | 5,86 m |
| 3   | Danny Ecker                | 5,81 m |
| 4   | Igor Pawłow (PB)           | 5,81 m |
| 5   | Björn Otto                 | 5,81 m |
| 6   | Jewgienij Łukjanienko (PB) | 5,81 m |
| 7   | Aleksandr Awerbuch (SB)    | 5,81 m |
| 8   | Tim Lobinger (SB)          | 5,81 m |

| Lp. | Zawodnik               | Wynik  |
| --- | ---------------------- | ------ |
| 1   | Irving Saladino        | 8,57 m |
| 2   | Andrew Howe            | 8,47 m |
| 3   | Dwight Phillips        | 8,30 m |
| 4   | Ołeksij Łukaszewycz    | 8,25 m |
| 5   | Godfrey Khotso Mokoena | 8,19 m |
| 6   | James Beckford         | 8,17 m |
| 7   | Ndiss Kaba Badji       | 8,01 m |
| 8   | Ahmed Faiz Bin Marzouq | 7,98 m |

| Lp. | Zawodnik           | Wynik   |
| --- | ------------------ | ------- |
| 1   | Nelson Évora (NR)  | 17,74 m |
| 2   | Jadel Gregório     | 17,59 m |
| 3   | Walter Davis (SB)  | 17,33 m |
| 4   | Osniel Tosca       | 17,32 m |
| 5   | Aarik Wilson       | 17,31 m |
| 6   | Phillips Idowu     | 17,09 m |
| 7   | Arnie David Giralt | 16,91 m |
| 8   | Alexander Martínez | 16,85 m |

| Lp. | Zawodnik                | Wynik   |
| --- | ----------------------- | ------- |
| 1.  | Reese Hoffa             | 22,04 m |
| 2.  | Adam Nelson (SB)        | 21,61 m |
| 3.  | Andrej Michniewicz (SB) | 21,27 m |
| 4.  | Rutger Smith            | 21,13 m |
| 5.  | Tomasz Majewski (PB)    | 20,87 m |
| 6.  | Miran Vodovnik (SB)     | 20,67 m |
| 7.  | Ralf Bartels            | 20,45 m |
| 8.  | Jurij Biału             | 20,34 m |

| Lp. | Zawodnik              | Wynik   |
| --- | --------------------- | ------- |
| 1   | Gerd Kanter           | 68,94 m |
| 2   | Robert Harting        | 66,68 m |
| 3   | Rutger Smith          | 66,41 m |
| 4   | Virgilijus Alekna     | 65,24 m |
| 5   | Gábor Máté            | 64,71 m |
| 6   | Omar Ahmed El Ghazaly | 64,58 m |
| 7   | Ehsan Hadadi          | 64,53 m |
| 8   | Aleksander Tammert    | 64,33 m |

| Lp. | Zawodnik               | Wynik   |
| --- | ---------------------- | ------- |
| 1   | Iwan Cichan (WL)       | 83,63 m |
| 2   | Primož Kozmus          | 82,29 m |
| 3   | Libor Charfreitag (SB) | 81,60 m |
| 4   | Wadzim Dziewiatouski   | 81,57 m |
| 5   | Krisztián Pars         | 80,93 m |
| 6   | Kōji Murofushi (SB)    | 80,46 m |
| 7   | Szymon Ziółkowski      | 80,09 m |
| 8   | Markus Esser           | 79,66 m |

| Lp. | Zawodnik               | Wynik   |
| --- | ---------------------- | ------- |
| 1   | Tero Pitkämäki         | 90,33 m |
| 2   | Andreas Thorkildsen    | 88,61 m |
| 3   | Breaux Greer           | 86,21 m |
| 4   | Vadims Vasiļevskis     | 85,19 m |
| 5   | Aleksandr Iwanow       | 85,18 m |
| 6   | John Robert Oosthuizen | 84,52 m |
| 7   | Igor Janik             | 83,38 m |
| 8   | Tero Järvenpää         | 82,10 m |

| Lp. | Zawodnik         | Wynik    |
| --- | ---------------- | -------- |
| 1   | Roman Šebrle     | 8676 pkt |
| 2   | Maurice Smith    | 8644 pkt |
| 3   | Dmitrij Karpow   | 8586 pkt |
| 4   | Aleksiej Drozdow | 8475 pkt |
| 5   | André Niklaus    | 8371 pkt |
| 6   | Aleksiej Sysojew | 8357 pkt |
| 7   | Romain Barras    | 8262 pkt |
| 8   | Yordani García   | 8257 pkt |